# Liponeura deceptiva
Liponeura deceptiva är en tvåvingeart som beskrevs av Vaillant 1968. Liponeura deceptiva ingår i släktet Liponeura och familjen Blephariceridae. Inga underarter finns listade i Catalogue of Life.